# Пьянка (приток Яхромы)
Пьянка — река в России, протекает в Тверской области к югу от поселка Кесова Гора. Устье реки находится в 57 км по левому берегу реки Яхрома, напротив деревни Языково. Длина реки составляет 14 км. Притоки - Шоха, Костериха.

## Данные водного реестра
По данным государственного водного реестра России относится к Верхневолжскому бассейновому округу, водохозяйственный участок реки — Волга от Иваньковского гидроузла до Угличского гидроузла (Угличское водохранилище), речной подбассейн реки — бассейны притоков (Верхней) Волги до Рыбинского водохранилища. Речной бассейн реки — (Верхняя) Волга до Куйбышевского водохранилища (без бассейна Оки).
По данным геоинформационной системы водохозяйственного районирования территории РФ, подготовленной Федеральным агентством водных ресурсов:
- Код водного объекта в государственном водном реестре — 08010100812110000003929
- Код по гидрологической изученности (ГИ) — 110000392
- Код бассейна — 08.01.01.008
- Номер тома по ГИ — 10
- Выпуск по ГИ — 0